# Quinn the Eskimo (The Mighty Quinn)
Singles de Manfred Mann
So Long, Dad
(1967) Theme from 'Up the Junction'
(1968)
Pistes de Mighty Garvey!
Happy Families Black Betty
Quinn the Eskimo (The Mighty Quinn) est une chanson écrite par Bob Dylan en 1967, enregistrée durant les sessions de The Basement Tapes mais ne fut pas publiée. Elle a été reprise par le groupe britannique Manfred Mann. Cette version se classa en tête des charts en février 1968.
Par la suite, Dylan introduisit une version enregistrée durant le festival de l'île de Wight sur son album Self Portrait (1970). Sa version originale apparaît dans la compilation Biograph, sortie en 1985. 
Manfred Mann's Earth Band a repris le titre en version rock sur l'album Watch en 1978. Plus tard, c'est le groupe suisse Gotthard qui a repris ce titre. 
De l'aveu de Dylan, le personnage-titre est inspiré du rôle d'Esquimau tenu par Anthony Quinn dans le film Les Dents du diable (1959). La chanson a inspiré à son tour un film, The Mighty Quinn (1989), dans lequel Denzel Washington interprète un détective nommé Xavier Quinn.
Comme quelques chansons de Bob Dylan, une version adaptée par Francis Cabrel existe sur l'album Vise le ciel.